# 21-я смешанная авиационная дивизия (Россия)
21-я смешанная авиационная дивизия — тактическое соединение Воздушно-космических сил Российской Федерации.
Управление расположено на аэродроме Шагол. Находится в составе 14-й армии ВВС и ПВО.

## История
21-я смешанная авиационная дивизия развёрнута в 2018 году. В её задачи входит прикрытие воздушного пространства страны на южном и юго-восточном направлениях.

## Структура
В состав дивизии входят два полка истребителей-перехватчиков МиГ-31БМ (истребитель-перехватчик), МиГ-31К (носитель ракет Х-47М2 «Кинжал») и смешанный полк фронтовых бомбардировщиков Су-34. Один полк МиГов базируется в Перми (Большое Савино), другой в Канске (аэродром Канск). Бомбардировочный полк дислоцируется в Шаголе (около Челябинска) вместе со штабом дивизии. В состав смешанного полка входит одна эскадрилья Су-34 и две эскадрильи Су-24М2.
| Полк                                                                          | Воинская часть | Дислокация     |
| ----------------------------------------------------------------------------- | -------------- | -------------- |
| 2-й гвардейский смешанный авиационный ордена Суворова полк                    | в/ч 86789      | Шагол          |
| 712-й гвардейский истребительный авиационный Черновицкий ордена Кутузова полк | в/ч 82873      | Канск          |
| 764-й истребительный авиационный полк                                         | в/ч 88503      | Большое Савино |